# Primera División del Líbano 2022-23
La Primera División del Líbano 2022-23 fue la 61.ª temporada de la máxima liga de fútbol en el Líbano. La temporada comenzó el 2 de septiembre de 2022 y terminó el 12 de marzo de 2023.

## Formato
Tras su introducción en la temporada 2020-21, la temporada 2022-23 constó de dos fases: en la primera fase, cada equipo jugó uno contra el otro una vez. En la segunda fase, los 12 equipos se dividieron en dos grupos según su posición en la primera fase. A diferencia de la temporada anterior, los equipos solo transfirieron la mitad de los puntos de la primera fase. Una vez completada la primera fase, los clubes solo jugaron con los equipos de su respectivo grupo.
Los seis mejores equipos se enfrentaron entre sí dos veces; el campeón se clasificó automáticamente para la ronda de play-off de la Liga de Campeones de la AFC 2023-24, siempre que cumplía los criterios establecidos por la Confederación Asiática de Fútbol (AFC). En cambio, los subcampeones se clasificaron directamente para la fase de grupos de la Copa AFC 2023-24, siempre que los campeones cumplían con los criterios de la AFC. Los seis últimos equipos también jugaron entre sí dos veces, y los dos últimos equipos descendieron a la Segunda División del Líbano.

## Equipos participantes
Compitieron en la liga 12 equipos, 10 de la edición anterior y dos ascendidos de la Segunda División del Líbano 2021-22. El Al Ahed partió como campeón defensor.
Los clubes Shabab El Bourj y Sporting descendieron al segundo nivel tras finalizar en los dos últimos lugares de la temporada 2021-22. Ellos fueron reemplazados por el campeón del segundo nivel Chabab Ghazieh y el subcampeón Salam Zgharta. Ambos clubes regresaron a la máxima categoría luego de disputar la temporada 2020-21.
| Equipo          | Ciudad  | Estadio                    | Aforo  | Entrenador         |
| --------------- | ------- | -------------------------- | ------ | ------------------ |
| Al Ahed         | Beirut  | Estadio Al Ahed            | 2000   | Bassem Marmar      |
| Al Ansar        | Beirut  | Estadio Al Ansar           | 0      | Jamal Taha         |
| Akhaa Ahli Aley | Aley    | Amin AbdelNour             | 3500   | Hussein Hamdan     |
| Bourj           | Beirut  | Estadio Bourj el-Barajneh  | 1500   | Fouad Hijazi       |
| Chabab Ghazieh  | Ghazieh | Estadio Municipal Kfarjoz  | 2000   | Abdel Amir Ahmed   |
| La Sagesse      | Beirut  | Estadio Fouad Shebab       | 5000   | Emile Rustom       |
| Nejmeh          | Beirut  | Estadio Rafic El-Hariri    | 5000   | Tareq Jaraya       |
| Safa            | Beirut  | Safa                       | 4000   | Youssef Al Jawhari |
| Salam Zgharta   | Zgharta | Complejo Deportivo Zgharta | 5000   | Vladimir Vujović   |
| Shabab Al-Sahel | Beirut  | Estadio Shabab Al Sahel    | 0      | Dragan Jovanović   |
| Tadamon Sour    | Tiro    | Estadio Municipal Sour     | 6500   | Malek Hassoun      |
| Tripoli         | Trípoli | Estadio Municipal Trípoli  | 10 000 | Mohammad Diab      |

## Temporada regular

### Clasificación
| Pos. | Equipo          | Pts. | PJ | G | E | P | GF | GC | Dif. | Clasificación 2022-23    |
| ---- | --------------- | ---- | -- | - | - | - | -- | -- | ---- | ------------------------ |
| 1    | Al-Ansar        | 27   | 11 | 8 | 3 | 0 | 28 | 7  | +21  | Ronda por el campeonato  |
| 2    | Shabab Al-Sahel | 25   | 11 | 7 | 4 | 0 | 17 | 5  | +12  | Ronda por el campeonato  |
| 3    | Al-Ahed         | 24   | 11 | 7 | 3 | 1 | 20 | 8  | +12  | Ronda por el campeonato  |
| 4    | Nejmeh          | 23   | 11 | 7 | 2 | 2 | 18 | 7  | +11  | Ronda por el campeonato  |
| 5    | Bourj           | 23   | 11 | 7 | 2 | 2 | 17 | 11 | +6   | Ronda por el campeonato  |
| 6    | Chabab Ghazieh  | 12   | 11 | 3 | 3 | 5 | 12 | 16 | −4   | Ronda por el campeonato  |
| 7    | Tadamon Sour    | 10   | 11 | 2 | 4 | 5 | 11 | 15 | −4   | Ronda por la permanencia |
| 8    | Safa            | 10   | 11 | 2 | 4 | 5 | 8  | 15 | −7   | Ronda por la permanencia |
| 9    | La Sagesse      | 7    | 11 | 2 | 1 | 8 | 9  | 15 | −6   | Ronda por la permanencia |
| 10   | Salam Zgharta   | 7    | 11 | 1 | 4 | 6 | 7  | 15 | −8   | Ronda por la permanencia |
| 11   | Akhaa Ahli Aley | 7    | 11 | 2 | 1 | 8 | 10 | 25 | −15  | Ronda por la permanencia |
| 12   | Trípoli         | 5    | 11 | 0 | 5 | 6 | 4  | 22 | −18  | Ronda por la permanencia |

 Fuente: Lebanese First Division

### Resultados
| Local \ Visitante | AHE | ANS | AKH | BOU | CHA | SAG | NEJ | SAF | SAL | SHA | TAD | TRI |
| ----------------- | --- | --- | --- | --- | --- | --- | --- | --- | --- | --- | --- | --- |
| Al-Ahed           | —   | —   | —   | —   | —   | —   | 1–1 | —   | —   | 0–1 | —   | —   |
| Al-Ansar          | 1–1 | —   | 3–0 | —   | 2–1 | 1–0 | 2–1 | —   | —   | 2–2 | —   | —   |
| Akhaa Ahli Aley   | 1–2 | —   | —   | 0–2 | —   | —   | 0–2 | 1–3 | 2–0 | —   | —   | —   |
| Bourj             | 0–0 | 1–3 | —   | —   | —   | 2–1 | 1–4 | —   | 2–1 | 0–0 | —   | 4–1 |
| Chabab Ghazieh    | 1–2 | —   | 3–0 | 0–2 | —   | —   | —   | —   | —   | —   | 2–2 | 1–0 |
| La Sagesse        | 2–3 | —   | 0–1 | —   | 0–2 | —   | 0–2 | —   | 0–1 | —   | —   | —   |
| Nejmeh            | —   | —   | —   | —   | 2–0 | —   | —   | 1–0 | —   | 1–2 | —   | 2–0 |
| Safa              | 0–4 | 1–1 | —   | 1–2 | 1–1 | 1–3 | —   | —   | —   | 0–2 | 1–0 | 0–0 |
| Salam Zgharta     | 1–2 | 0–3 | —   | —   | 1–1 | —   | 1–2 | 0–0 | —   | —   | —   | —   |
| Shabab Al-Sahel   | —   | —   | 3–1 | —   | 4–0 | 0–0 | —   | —   | 1–0 | —   | —   | —   |
| Tadamon Sour      | 0–1 | 0–4 | 5–2 | 0–1 | —   | 2–1 | 0–0 | —   | 1–1 | 1–2 | —   | 0–0 |
| Trípoli           | 0–4 | 0–6 | 2–2 | —   | —   | 0–2 | —   | —   | 1–1 | 0–0 | —   | —   |

## Grupo Campeonato

### Tabla de posiciones
| Pos. | Equipo          | Pts. | PJ | G  | E | P  | GF | GC | Dif. | Clasificación                             |
| ---- | --------------- | ---- | -- | -- | - | -- | -- | -- | ---- | ----------------------------------------- |
| 1    | Al-Ahed (C)     | 48   | 21 | 14 | 6 | 1  | 39 | 13 | +26  | Ronda de play-off de la Liga de Campeones |
| 2    | Al-Ansar        | 45   | 21 | 13 | 6 | 2  | 47 | 16 | +31  | Fase de grupos de la Copa AFC             |
| 3    | Nejmeh          | 45   | 21 | 13 | 6 | 2  | 34 | 14 | +20  | Posible clasificación a la Copa AFC       |
| 4    | Shabab Al-Sahel | 35   | 21 | 10 | 5 | 6  | 28 | 23 | +5   |                                           |
| 5    | Bourj           | 32   | 21 | 9  | 5 | 7  | 25 | 26 | −1   |                                           |
| 6    | Chabab Ghazieh  | 12   | 21 | 3  | 3 | 15 | 16 | 39 | −23  |                                           |

 Fuente: Lebanese First Division
Notas:
1. 1 2  Puntos en partidos directos: Al-Ansar 4, Nejmeh 4. Diferencia de gol: Al-Ansar +31, Nejmeh +20.

### Resultados
| Local \ Visitante | AHE | ANS | BOU | CHA | NEJ | SHA |
| ----------------- | --- | --- | --- | --- | --- | --- |
| Al-Ahed           | —   | 0–0 | 1–0 | 2–0 | 0–0 | 2–0 |
| Al-Ansar          | 2–3 | —   | 0–0 | 4–0 | 1–1 | 3–1 |
| Bourj             | 1–5 | 0–2 | —   | 3–2 | 0–1 | 1–2 |
| Chabab Ghazieh    | 0–3 | 0–3 | 0–1 | —   | 0–1 | 0–2 |
| Nejmeh            | 1–1 | 3–2 | 1–1 | 2–1 | —   | 2–0 |
| Shabab Al-Sahel   | 1–2 | 1–2 | 1–1 | 2–1 | 1–4 | —   |

## Grupo Descenso

### Tabla de posiciones
| Pos. | Equipo              | Pts. | PJ | G | E | P  | GF | GC | Dif. | Clasificación         |
| ---- | ------------------- | ---- | -- | - | - | -- | -- | -- | ---- | --------------------- |
| 1    | Tadamon Sour        | 30   | 21 | 8 | 6 | 7  | 29 | 24 | +5   |                       |
| 2    | Trípoli             | 23   | 21 | 5 | 8 | 8  | 19 | 35 | −16  |                       |
| 3    | La Sagesse          | 21   | 21 | 6 | 3 | 12 | 18 | 26 | −8   |                       |
| 4    | Safa                | 20   | 21 | 4 | 8 | 9  | 18 | 30 | −12  |                       |
| 5    | Salam Zgharta (D)   | 18   | 21 | 4 | 6 | 11 | 15 | 26 | −11  | Descenso de categoría |
| 6    | Akhaa Ahli Aley (D) | 16   | 21 | 4 | 4 | 13 | 20 | 37 | −17  | Descenso de categoría |

 Fuente: Lebanese First Division

### Resultados
| Local \ Visitante | AKH | SAG | SAF | SAL | TAD | TRI |
| ----------------- | --- | --- | --- | --- | --- | --- |
| Akhaa Ahli Aley   | —   | 0–1 | 2–2 | 2–1 | 0–0 | 4–0 |
| La Sagesse        | 2–1 | —   | 2–1 | 1–2 | 2–1 | 0–0 |
| Safa              | 1–0 | 0–0 | —   | 1–1 | 1–3 | 1–2 |
| Salam Zgharta     | 0–0 | 2–1 | 0–1 | —   | 0–2 | 2–1 |
| Tadamon Sour      | 2–0 | 2–0 | 4–1 | 1–0 | —   | 2–2 |
| Trípoli           | 3–1 | 2–0 | 1–1 | 1–0 | 3–2 | —   |